# 阿雷拉峰
45°56′09″N 9°48′54″E / 45.935700°N 9.814947°E

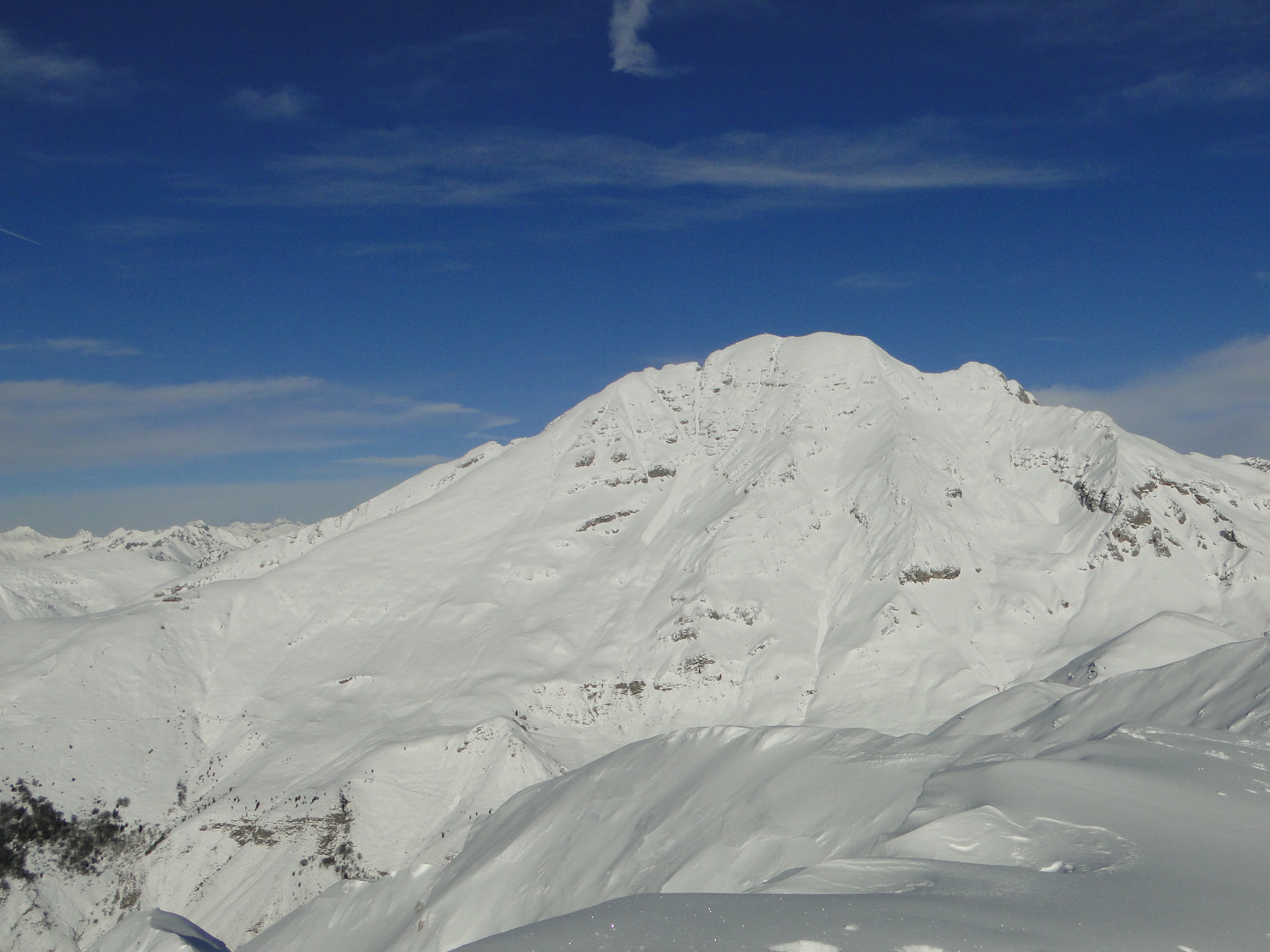

阿雷拉峰（義大利語：Pizzo Arera），是意大利的山峰，位於該國北部，由倫巴第大區負責管轄，屬於柏加馬前阿爾卑斯山脈的一部分，海拔高度2,512米，每年平均降雨量1,675毫米。